# Риолит
Риолит (енгл. Rhyolite, фр. Rhyolite, рус. Риолит) је вулканска стена изграђена од фенокристала кварца, санидина, затим плагиокласа (албита и олигокласа) и незнатне количине биотита, ређе амфибола или пироксена. Ова кисела магматска стена припада групи кенотипних (млађих) изливних еквивалената гранита.

## Настанак и карактеристике
Настаје кристализацијом киселе лаве на површи Земље.
Минерали који изграђују риолит су:
- кварц,
- алкални фелдспат: санидин,
- бојени минерали: биотит и хорнбленда,
- споредни минерали: апатит, циркон, сфен.

На основу карактера фелдспата, природе бојених минерала и структуре риолити се деле на калкоалкалне и алкалне риолите. Последњи поред алкалног фелдспата садрже и алкалне амфиболе и пироксене.
Структура риолита је холокристаласто порфирска до витрофирска, док је његова текстура флуидална.